# Kirchdorf am Inn (Landkreis Rottal-Inn)

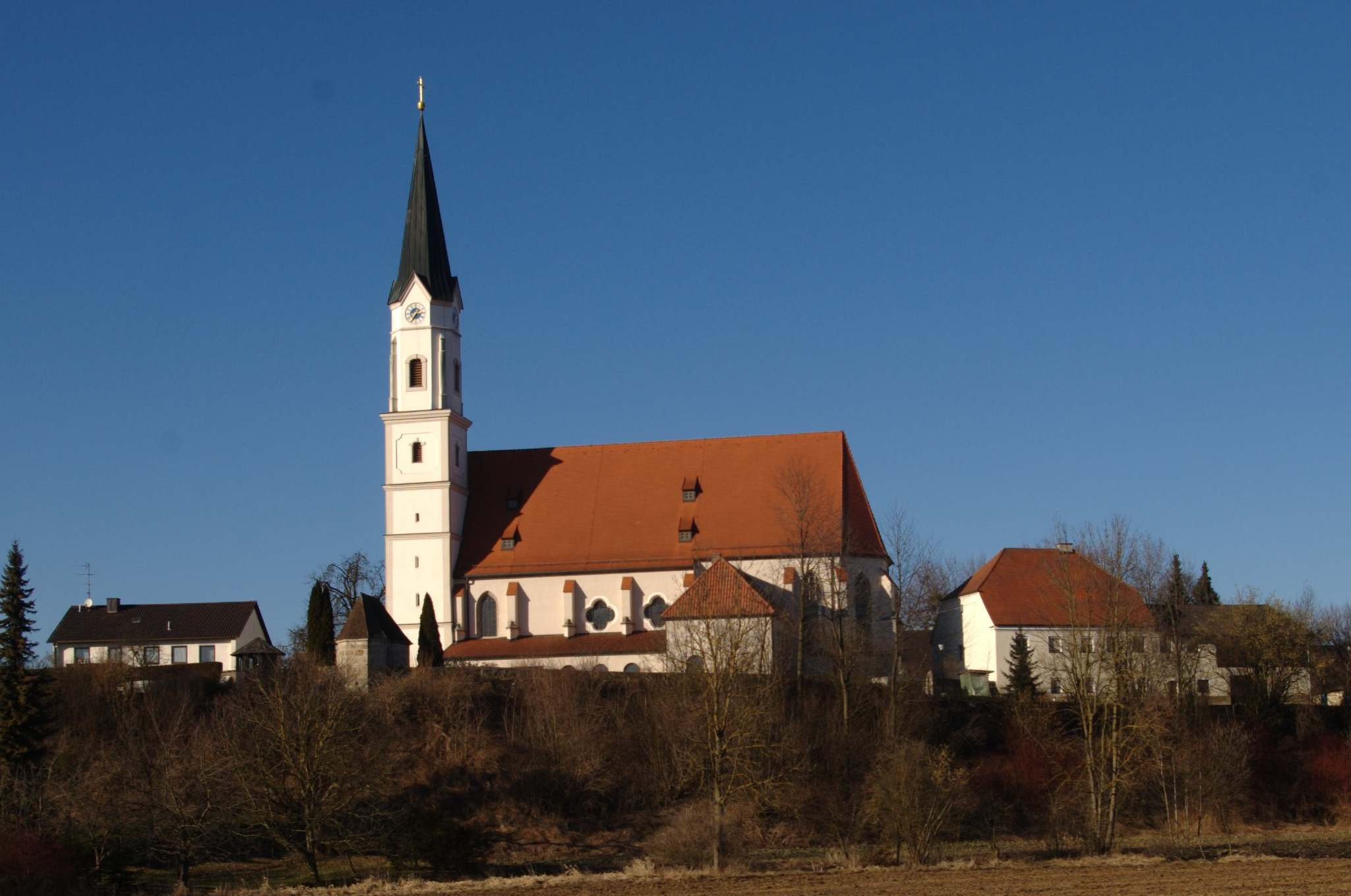
Die Pfarrkirche Maria Himmelfahrt

Kirchdorf am Inn (amtlich: Kirchdorf a.Inn) ist eine Gemeinde im niederbayerischen Landkreis Rottal-Inn an der Grenze zu Österreich.

## Geografie

### Geografische Lage
Der Ort Kirchdorf befindet sich im weitläufigen Talbecken des Inn etwa fünf Kilometer westlich von Simbach bzw. sechs Kilometer von Braunau, 25 km östlich von Altötting, 23 km nordöstlich von Burghausen sowie 27 km südlich der Kreisstadt Pfarrkirchen. Kirchdorf am Inn bildet die südlichste Gemeinde Niederbayerns und grenzt unmittelbar an Oberbayern sowie Oberösterreich.

### Gemeindegliederung
Es gibt 22 Gemeindeteile (in Klammern ist der Siedlungstyp angegeben):
- Ach (Dorf)
- Armeding (Dorf)
- Atzing (Dorf)
- Au (Weiler)
- Berg (Dorf)
- Bergham (Dorf)
- Deindorf (Dorf)
- Ecken (Dorf)
- Gstetten (Dorf)
- Hart (Weiler)
- Hitzenau (Dorf)
- Kirchdorf a.Inn (Pfarrdorf)
- Machendorf (Dorf)
- Ölling (Weiler)
- Ramerding (Dorf)
- Ritzing (Dorf)
- Seibersdorf (Kirchdorf)
- Stadleck (Weiler)
- Stölln (Dorf)
- Strohham (Dorf)
- Unterhart (Einöde)
- Weier (Dorf)

### Nachbargemeinden
| In Niederbayern: - Simbach am Inn - Reut - Julbach (Inntal) | In Oberbayern: - Stammham (am Inn) - Haiming (Oberbayern) | In Österreich: - Braunau am Inn - Überackern |

## Geschichte
Aus vor- und frühgeschichtlicher Zeit liegen Bodenfunde vor. Der Gemeindeteil Machendorf wurde im 9. Jahrhundert als Mochundorf erstmals erwähnt. Kirchdorf, ursprünglich ein Teil von Machendorf, kam erst 1507 durch den Bau der Kirche zu seinem heutigen Namen. In Ritzing werden die „Richinger“ urkundlich um das Jahr 1180 erwähnt.
Die Grundherren am Ort waren lange Zeit die Herren von Seibersdorf, ursprünglich Seifriedsdorf genannt, denen die Offenheimer nachfolgten. Unter ihnen wurde Seibersdorf 1544 vom bayerischen Herzog zur Hofmark erhoben, und etwa zu dieser Zeit entstand das Schloss Seiberdorf in seiner heutigen Form. 1779 ging es an die Grafen von Berchem über. Ebenfalls 1779 kamen mit dem Frieden von Teschen die östlich von Inn und Salzach gelegenen Gebiete des kurfürstlichen Rentamtes Burghausen als „Innviertel“ zu Österreich. Dies hatte auch Auswirkungen auf Kirchdorf, da Salzach und  Unterer Inn, die bis dahin in erster Linie Handelswege innerhalb Bayerns gewesen waren, damit zu Grenzflüssen zwischen Bayern und Österreich ob der Enns wurden.
1818 entstand durch das bayerische Gemeindeedikt aus der Obmannschaft Kirchdorf und den Hofmarken Ritzing und Seibersdorf die Gemeinde Kirchdorf. Allerdings waren Ritzing und Seibersdorf dem 1820 bestätigten Patrimonialgericht I. Klasse Ritzing unterstellt. Erst in der Revolution 1848 wurden die letzten Reste der Adelsherrschaft im Königreich Bayern beseitigt. 1980 erfolgte durch die Regierung von Niederbayern die Gründung einer Verwaltungsgemeinschaft mit Julbach, die aber 1994 wieder aufgelöst wurde.
Zwischen 1988 und 2018 wuchs die Gemeinde von 4178 auf 5354 um 1176 Einwohner bzw. um 28,2 %.

## Politik

### Gemeinderat
Der Gemeinderat hat 20 Mitglieder.

#### Wahlergebnisse
| Parteien/Wählergemeinschaften | Parteien/Wählergemeinschaften      | 2020 | 2020  | 2014 | 2014   | 2008 | 2009  | 2002 | 2002 |
| Parteien/Wählergemeinschaften | Parteien/Wählergemeinschaften      | %    | Sitze | %    | Sitze* | %    | Sitze | %    | 2002 |
| ----------------------------- | ---------------------------------- | ---- | ----- | ---- | ------ | ---- | ----- | ---- | ---- |
| CSU                           | Christlich-Soziale Union in Bayern | 35,9 | 7     | 33,1 | 7      | 36,8 | 8     | 39,6 | 8    |
| FW                            | Freie Wähler Bayern                | 30,6 | 6     | 28,5 | 6      | 37,9 | 8     | 29,0 | 6    |
| SPD/Grüne                     |                                    | 14,9 | 3     | –    | –      | –    | –     | –    | –    |
| WfK                           | Wir für Kirchdorf                  | 18,6 | 4     | –    | –      | –    | –     | –    | –    |
| SPD                           | SPD Bayern                         | –    | –     | 11,6 | 2      | 18,1 | 3     | 22,2 | 4    |
| Grüne                         | Bündnis 90/Die Grünen Bayern       | –    | –     | 7,2  | 1      | 7,3  | 1     | 9,2  | 2    |
| BL                            | Bürgerliste                        | –    | –     | 19,6 | 4      | –    | –     | –    | –    |
| Gesamt                        | Gesamt                             | 100  | 20    | 100  | 20     | 100  | 20    | 100  | 20   |
| Wahlbeteiligung in %          | Wahlbeteiligung in %               | 60,6 | 60,6  | 46,3 | 46,3   | 58,0 | 58,0  | 52,0 | 52,0 |

* Änderung der Zusammensetzung der Fraktionen nach der Wahl 2014 (Stand: 21. Mai 2018):
- CSU: 6 Sitze

- SPD/Mut: 3 Sitze
- FW: 6 Sitze
- Wir für Kirchdorf: 3 Sitze
- Fraktionslos: 2 Sitze

### Bürgermeister
| Erste Bürgermeister - seit 2013: Johann Springer (CSU) - 2008–2013: Joachim Wagner (FW) - 2002–2008: Joachim Wagner - 1996–2002: Frank Werner - 1990–1996: Frank Werner | Stellvertreter - 2020– : 2. BM Walter Unterhuber (FW), 3. BM Klaus Millrath (CSU) - 2014–2020: 2. BM Walter Unterhuber (FW), 3. BM Jürgen Brodschelm (WfK) - 2008–2014: 2. BM Eberhard Langner (CSU), 3. BM Eduard Kainzelspeger (FW) - 2002–2008: 2. BM Eberhard Langner, 3. BM Johann Kampfl - 1996–2002: 2. BM Eberhard Langner, 3. BM Oskar Dachs - 1990–1996: 2. BM Eberhard Langner, 3. BM Heinrich Burgstaller |

### Wappen
| Wappen Gem. Kirchdorf am Inn | Blasonierung: „In von Schwarz und Gold geteiltem Schild ein Löwe in verwechselten Farben, der ein durch eine linke Stufe von Gold und Schwarz geteiltes Schildchen in den Pranken hält.“ |
| Wappen Gem. Kirchdorf am Inn | Wappenbegründung: Das Wappen vereint die Familienwappen zweier für die Geschichte des Gemeindegebiets wichtiger Adelsfamilien. Der Löwe steht für die Herren von Offenheim, das Schildchen mit der Stufenteilung für die Herren von Seibersdorf (Seiboldsdorf). Die Seibersdorfer bildeten im 15. Jahrhundert um ihren gleichnamigen Sitz eine ausgedehnte Grundherrschaft, die nach ihrem Aussterben an die Offenheimer überging. Diese erlangten für Seibersdorf 1544 den Status einer Hofmark und übten bis ins 18. Jahrhundert Grundherrschaft und Niedergericht in der Hofmark Seibersdorf aus, die sich über den größten Teil der heutigen Gemeinde Kirchdorf am Inn erstreckte. Dieses Wappen wird seit 1965 geführt. |

## Kultur und Sehenswürdigkeiten

### Bauwerke

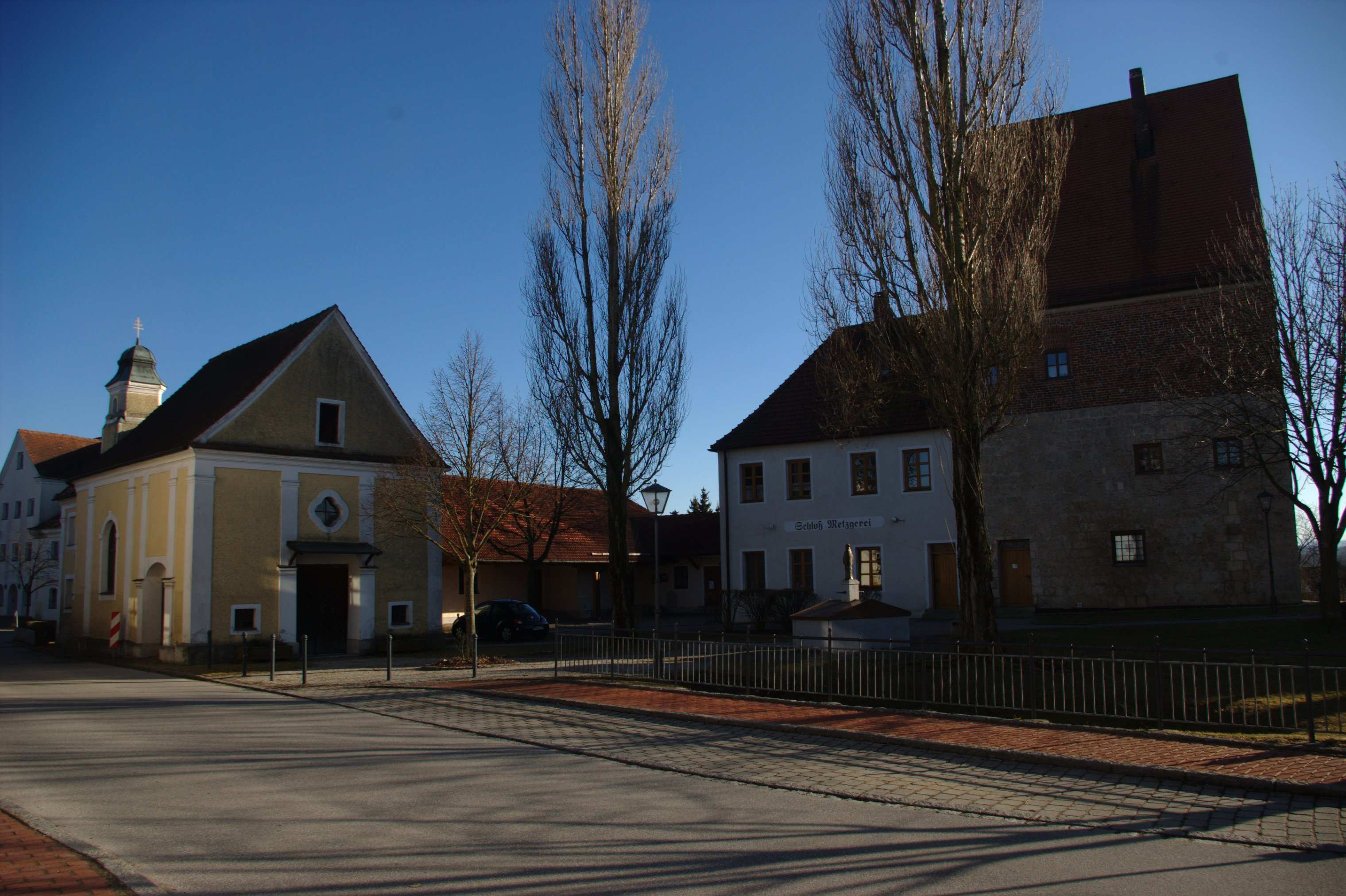
Schloss Ritzing (rechts) und Kapelle St. Johannes Nepomuk

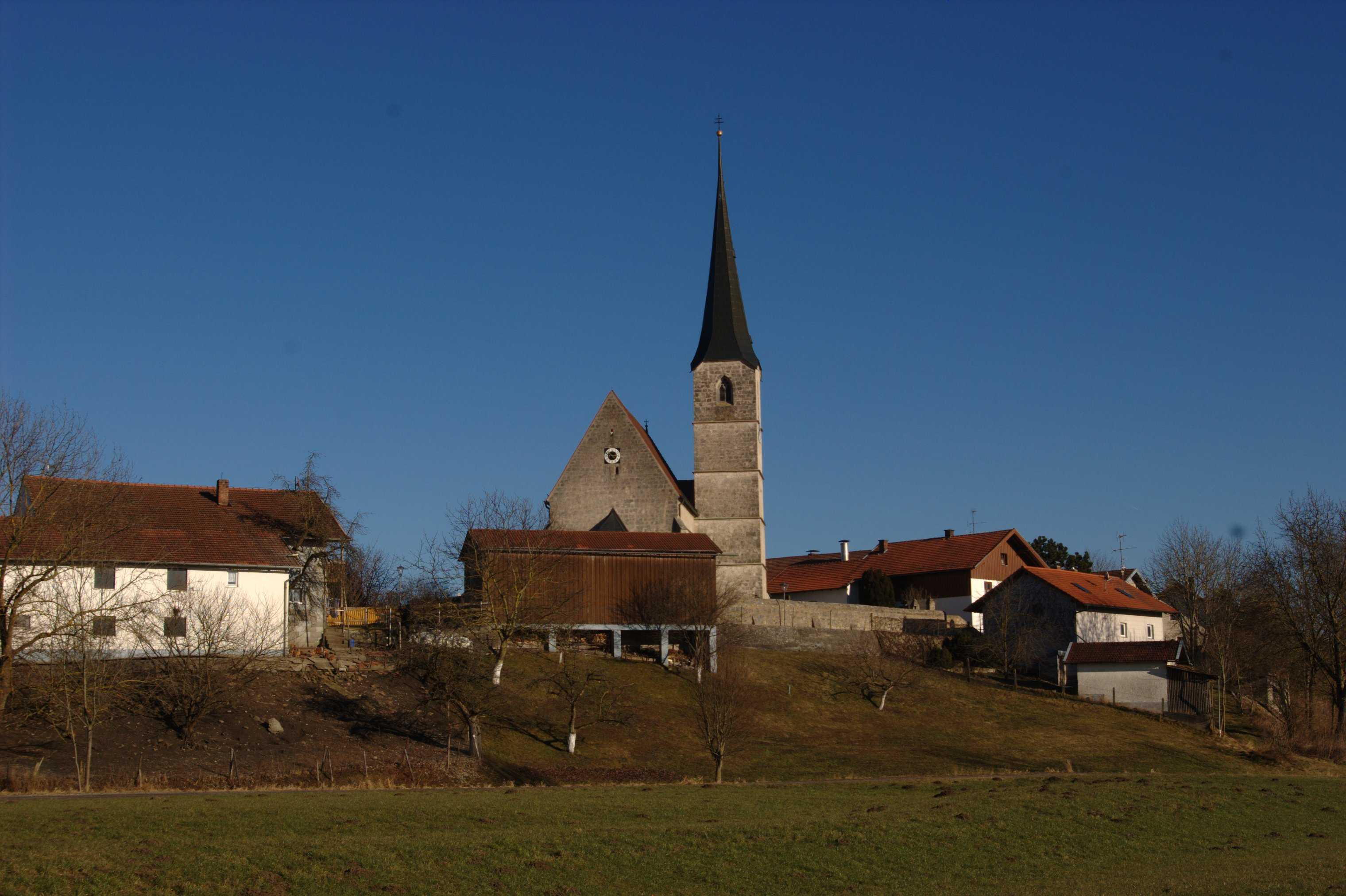
Kirche St. Jakobus d. Ä. im Ortsteil Seibersdorf

- Die Pfarrkirche Maria Himmelfahrt ist eine spätgotische Anlage um 1500. 1736 wurde der Turm neu aufgebaut. Der stattliche Hochaltar von 1689 enthält eine sitzende Marienfigur und Darstellungen der Heiligen Barbara und Katharina (um 1510–20) sowie Figuren des 17. Jahrhunderts.
- Kapelle St. Johannes Nepomuk (Rokokobau, 1786)
- Schloss Seibersdorf (16. Jahrhundert), ehemaliges Hofmarkschloss
- Filialkirche St. Jakobus d. Ä. Seibersdorf (spätgotischer Bau, 1471, Turm 1646 erneuert)
- Schloss Ritzing, ehemaliges Hofmarkschloss

### Parks
Kirchdorf liegt direkt am Naturschutzgebiet Bayerisch-Oberösterreichisches Europareservat Unterer Inn.

### Sport
Der TSC Boogie Lipsticks e. V. hat sich zum Ziel gesetzt, den allgemeinen Tanzsport in Kirchdorf am Inn und Umgebung zu fördern, besonders jedoch den Boogie-Woogie (Tanz) der 1950er und 1960er Jahre neu zu beleben.
Der TSV Kirchdorf am Inn und der FC Julbach-Kirchdorf bieten ein umfangreiches Angebot an Sportaktivitäten an. Unter anderem ist seit Anfang 2004 mit den Kirchdorf Wildcats ein American-Football-Team beheimatet, das ab der Saison 2018 in der German Football League, der ersten Deutschen Bundesliga für American Football spielt. Der TSV Kirchdorf hat Abteilungen für Bogenschießen, Boogie Woogie, American Football, Fußball, Gymnastik Damen/Herren und Kinder, Judo, Plattenwerfen, Reha-Sport, Stockschützen und Tennis. Darüber hinaus bietet er die Freizeitgruppen Volleyball, Nordic Walking, Cheerleader, Tang Soo Do und eine Theatergruppe an.
Das Sportzentrum befindet sich unterhalb der Pfarrkirche. Das weitläufige Gelände umfasst eine Fläche von ca. 5,5 ha in einer Auenlandschaft. In unmittelbarer Nachbarschaft befindet sich der Flugplatz.

## Wirtschaft und Infrastruktur

### Verkehr
Mit KFZ ist Kirchdorf direkt über die B 12, die künftige Bundesautobahn 94, zu erreichen. Die nächsten Bahnstationen sind der drei Kilometer entfernte Haltepunkt Julbach und der Bahnhof Simbach an der Bahnstrecke München–Simbach.
Der Flugplatz Kirchdorf/Inn ist ein Sonderlandeplatz. Dort ist der Flugbetrieb für Flugzeuge bis zu einem Höchstabfluggewicht (MTOW) von 3000 kg sowie von Helikoptern bis 5700 kg gestattet.

### Bildung
In Kirchdorf gibt es eine Grund- und Hauptschule, die Volksschule Kirchdorf a.Inn. Sie zog im Jahre 1969 in ein neu erbautes Gebäude und ist als Grund- und Inntal-Mittelschule Kirchdorf am Inn Teil des Schulverbundes Inntal-Mittelschule.